# كيم وون جين
كيم وون جين (بالكورية: 김원진) هو لاعب جودو من كوريا الجنوبية، وُلد في 1 مايو 1992 في مدينة تشيونغجو. يُنافس في فئة وزن 60 كغ، ويُعدّ من أبرز لاعبي الجودو في بلاده خلال العقد الأخير.

## المسيرة الرياضية
شارك كيم في العديد من البطولات الدولية، وحقق نتائج متميزة على مستوى العالم وآسيا:
- حصل على الميدالية البرونزية في بطولة العالم للجودو عام 2015 في أستانا.
- فاز بالميدالية الذهبية في بطولة آسيا عامي 2015 و2016.
- شارك في الألعاب الأولمبية الصيفية 2016 في ريو دي جانيرو ضمن منافسات فئة 60 كغ، ووصل إلى الدور ربع النهائي.
- كما شارك في الألعاب الأولمبية الصيفية 2020 في طوكيو، وبلغ الأدوار المتقدمة.

## أبرز الإنجازات
- بطولة العالم للجودو
  - برونزية – أستانا 2015 – فئة 60 كغ

- بطولة آسيا للجودو
  - ذهبية – الكويت 2015 – فئة 60 كغ
  - ذهبية – طشقند 2016 – فئة 60 كغ

- بطولات الجراند سلام
  - فاز بعدد من الميداليات في بطولات غراند سلام وبطولات دولية كبرى أخرى، منها باريس وطوكيو.

## الحياة الشخصية
كيم وون-جين وُلد في مدينة تشيونغجو بمقاطعة تشونغتشونغ الشمالية، وهو عضو في فريق الجودو التابع لمدينة أنغسان. عُرف بأسلوبه الهجومي وسرعته العالية على البساط، مما جعله من أبرز المنافسين في فئته عالميًا.

## وصلات خارجية
- الموقع الرسمي للاتحاد الدولي للجودو – كيم وون-جين
- ملفه في موقع الألعاب الأولمبية